# Dusk (The The)
Dusk è il quarto album in studio del gruppo musicale inglese The The, pubblicato nel 1992. È un album crepuscolare, come dice il titolo: oltre a Johnny Marr, troviamo anche Vinnie Colaiuta alla batteria.

## Tracce
1. True Happiness This Way Lies – 3:10
2. Love Is Stronger than Death – 4:38
3. Dogs of Lust – 3:09
4. This Is the Night – 3:50
5. Slow Emotion Replay – 3:55
6. Helpline Operator – 4:48
7. Sodium Light Baby – 3:45
8. Lung Shadows – 4:34
9. Bluer Than Midnight – 3:43
10. Lonely Planet – 5:27